# Jodie Swallow
Pour les articles homonymes, voir Swallow.
Jodie Cunnama née Swallow le 23 juin 1981 à Loughborough, dans le Leicestershire, est une triathlète professionnelle britannique. Championne du monde d'Ironman 70.3 en 2010 et championne du monde de triathlon longue distance en 2009.

## Biographie

### Jeunesse
Jodie Swallow étudie à l'Université de Loughborough et vit maintenant à Brentwood. Elle devient triathlète professionnelle en 2000 et participe aux championnats d'Europe dans la catégorie junior en 2000 et 2001.

### Carrière en triathlon
Jodie Swallow est sélectionnée et participe en 2004 aux Jeux olympiques d'Athènes où elle se classe en 34e position. Blessée en 2005, elle suspend se saison. En 2009, elle remporte le championnat du monde longue distance (IUT) et en 2010, elle remporte le championnat du monde d'Ironman 70.3 de devant sa compatriote Leanda Cave.
Après une blessure à la voute plantaire, elle se rétablit et intègre l'équipe de triathlon Abu Dhabi - jusqu'à sa dissolution en janvier 2013. Elle intègre également l'équipe de préparation physique de la TBB et elle se lance en mai 2011 pour la première fois sur distance Ironman. En juillet 2012, elle termine troisième en Espagne dans une étape de la coupe du monde et finit cette même année quatrième au championnat du monde longue distance. En juillet 2013, elle prend la deuxième place et devient vice-champion d’Europe d'Ironman lors de l'épreuve de Francfort et en août, elle remporte son premier succès sur Ironman, en Suède.
Lors de l'Ironman Allemagne en juin 2014, elle termine à la septième place et échoue à se qualifier de nouveau directement pour le championnat du monde d'Ironman à Kona. En septembre 2014, elle participe à la finale du championnat du monde d'Ironman 70.3 au Canada, termine à la seconde place et parvient à se qualifier pour Kona où elle prendra la quatrième place. En décembre, elle termine troisième du Challenge Défi Bahreïn pour son édition inaugurale, l'organisation proposait le prix le plus élevé jamais distribué. Elle remporte pour sa troisième place, la somme de 25 000 dollars.
Elle commence sa saison en janvier 2015 par une victoire sur l'Ironman Afrique du Sud
En 2016, alors qu'elle n'est pas prévue sur cette course, Jodie Swallow se présente sur la ligne de départ de l'Ironman Cairns après une inscription de dernière minute. Victorieuse en 2015 de l'Ironman Afrique du Sud, elle défend deux semaines plus tôt son titre sur cette compétition, mais une chute dans la partie vélo annule définitivement ses chances de victoire et la force à l'abandon. C'est donc en dernière instance qu'elle prend part à la compétition et qu'elle réalise à cette occasion ce que la presse qualifie de course parfaite, tant sa domination malgré les conditions climatiques est complète dans tous les segments de la course,.
Jodie Swallow s'extrait tout d'abord d'une mer agitée en moins de 50 minutes et avec trois minutes d'avance sur ses premières poursuivantes, l’Américaine Linsey Corbin et l'Australienne Rebekah Keat. Dans une démonstration de force sur la partie vélo, elle creuse des écarts importants et pose son vélo à la seconde transition avec une avance portée à 21 minutes sur ses poursuivantes et bat le record féminin de ce segment de course en 4 h 50 min 39 s. Sans rien lâcher sur ses concurrentes, elle réalise un marathon en 3 h 21 min 28 s pour s'écrouler d'épuisement après la ligne d'arrivée, qu'elle franchit en vainqueur et en 9 h 6 min 18 s,.
Auteure d'une excellente saison 2016 où elle cumule les succès internationaux, elle s'impose au terme du course qu'elle domine du début à la fin lors des championnats du monde de triathlon longue distance de l'ITU. Sortie de l'eau en tête, Jodie Swallow creuse l'écart sur un circuit vélo très roulant et se présente seule à la seconde transition. Sans baisser son rythme, elle passe la ligne d'arrivée avec sept minutes d'avance sur la Suissesse Caroline Steffen et remporte son second titre après avoir connu le même succès en 2009.

### Vie privée
Depuis 2016, Jodie Swallow est mariée au triathlète sud-africain James Cunnama tous deux membres de l'équipe TTB, ils décident de ne pas renouveler leur contrat en 2014.

## Palmarès
Le tableau présente les résultats les plus significatifs (podium) obtenus sur le circuit international de triathlon depuis 2000,.
| Année | Compétition                                        | Pays           | Position      | Temps           |
| ----- | -------------------------------------------------- | -------------- | ------------- | --------------- |
| 2017  | Ironman 70.3 Afrique du Sud                        | Afrique du Sud | Médaille d'or | 4 h 39 min 49 s |
| 2016  | Championnats du monde de triathlon longue distance | États-Unis     | Médaille d'or | 6 h 37 min 11 s |
| 2016  | Ironman Cairns                                     | Australie      | Médaille d'or | 9 h 6 min 16 s  |
| 2016  | Ironman 70.3 Afrique du Sud                        | Afrique du Sud | Médaille d'or | 4 h 23 min 28 s |
| 2016  | Ironman 70.3 Jönköping                             | Suède          | Médaille d'or | 4 h 19 min 19 s |
| 2015  | Ironman 70.3 Afrique du Sud                        | Afrique du Sud |               | 4 h 30 min 54 s |
| 2015  | Ironman Afrique du Sud                             | Afrique du Sud | Médaille d'or | 9 h 26 min 56 s |
| 2014  | Championnat du monde Ironman 70.3                  | États-Unis     |               | 4 h 11 min 43 s |
| 2014  | Ironman 70.3 Afrique du Sud                        | Afrique du Sud |               | 4 h 37 min 0 s  |
| 2014  | Ironman 70.3 Boulder                               | États-Unis     |               | Timing          |
| 2013  | Ironman Suède                                      | Suède          |               | 8 h 54 min 1 s  |
| 2013  | Ironman 70.3 Afrique du Sud                        | Afrique du Sud |               | 4 h 34 min 30 s |
| 2012  | Ironman 70.3 Afrique du Sud                        | Afrique du Sud |               | 4 h 39 min 1 s  |
| 2012  | Ironman 70.3 Boise                                 | États-Unis     |               | Timing          |
| 2011  | Ironman 70.3 Afrique du Sud                        | Afrique du Sud |               | 4 h 39 min 19 s |
| 2010  | Grand Prix de triathlon - Étape de La Baule        | France         | Médaille d'or | Timing          |
| 2010  | Championnat d'Europe longue distance               | Espagne        |               | 6 h 19 min 2 s  |
| 2010  | Triathlon EDF Alpe d'Huez (XL)                     | France         |               | Timing          |
| 2010  | Coupe du monde - l'étape de Tongyeong              | Corée du Sud   |               | 2 h 1 min 38 s  |
| 2010  | Ironman 70.3 Singapour                             | Singapour      |               | 4 h 19 min 10 s |
| 2010  | Championnat du monde Ironman 70.3                  | États-Unis     |               | 4 h 6 min 28 s  |
| 2009  | Championnat du monde longue distance               | Australie      |               | 4 h 7 min 38 s  |
| 2009  | Championnat britannique                            | Royaume-Uni    | Médaille d'or | Timing          |
| 2001  | Championnat britannique                            | Royaume-Uni    | Médaille d'or | Timing          |
| 2001  | Championnat britannique                            | Royaume-Uni    | Médaille d'or | Timing          |
| 2000  | Triathlon de Londres                               | Royaume-Uni    |               | 2 h 0 min 23 s  |
| 2000  | Championnat britannique                            | Royaume-Uni    | Médaille d'or | Timing          |